# Megaloglossus woermanni
Megaloglossus woermanni là một loài động vật có vú trong họ Dơi quạ, bộ Dơi. Loài này được Pagenstecher mô tả năm 1885.

## Hình ảnh

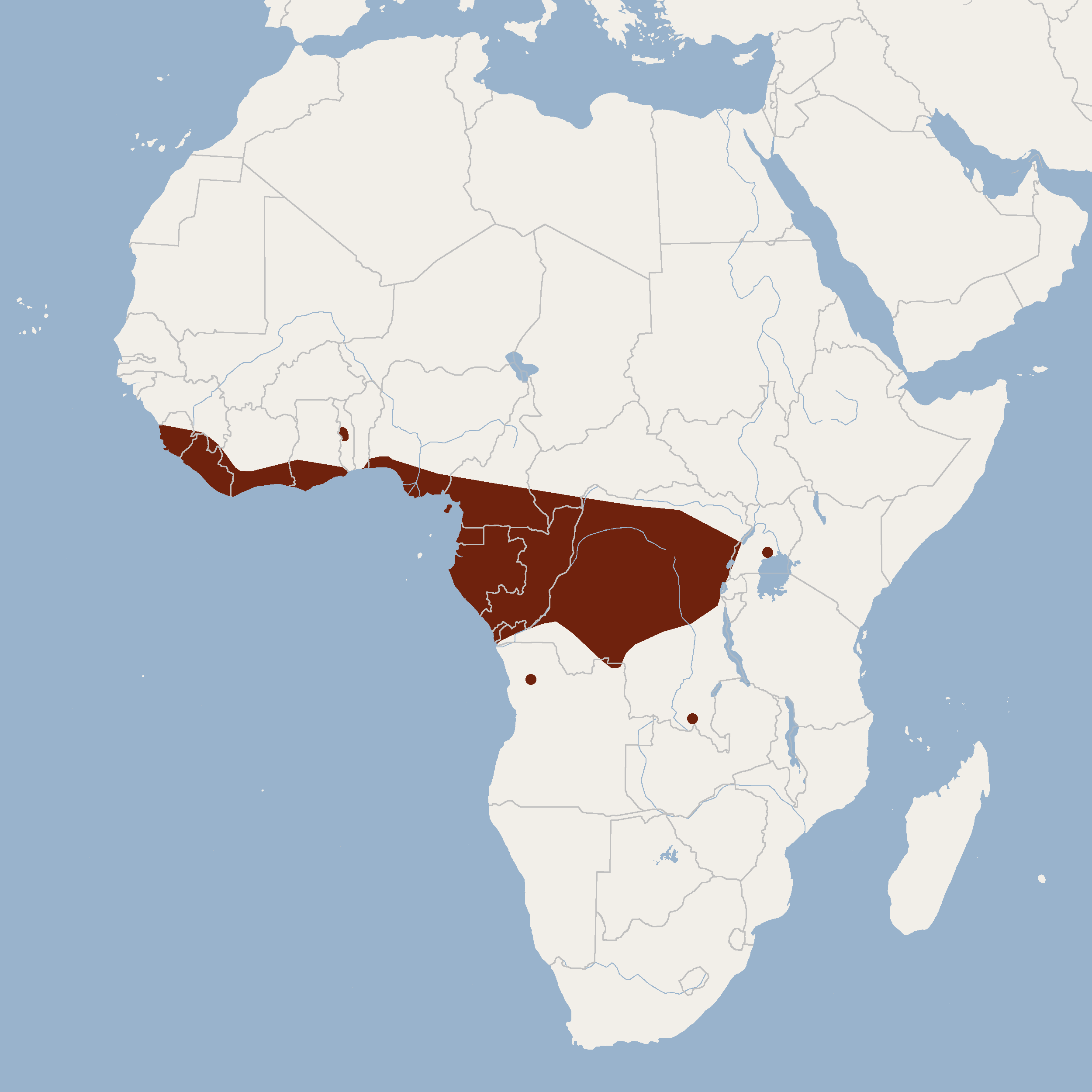